# Boeing Pad Abort Test
O Boeing Pad Abort Test, também conhecido como Boe-PAT, foi a primeira missão da Starliner conduzida pela Boeing como parte do Commercial Crew Program.

## História
Em maio de 2019, todas as ignições principais, incluindo simulações do propulsor de aborto em baixa altitude, foram completas usando um módulo de serviço completo, que era "equivalente de voo", significando que a réplica usada no teste de ignição tinha tanques de combustível e hélio, sistema de controle de reação, de manobra orbital e propulsores de controle de atitude, motores de aborto todas as linhas de combustível necessárias e aviônica, iguais das versões que serão usadas em voos tripulados. Isso liberou caminho para o teste de aborto na plataforma e todos os voos não tripulados e tripulados do futuro.  O teste de aborto ocorreu dia 4 de novembro de 2019. A cápsula acelerou da platafor,a mas um dos três paraquedas não foram abertos e esta pousou com apenas dois. Entretanto, o pouso foi considerado seguro e o teste um sucesso. Boeing não espera que o defeito de um paraquedas afete o cronograma de desenvolvimento da Starliner.